# Reparto Sperimentale di Volo
Il Reparto Sperimentale Volo è il reparto dell'Aeronautica Militare italiana responsabile delle prove in volo e a terra di tutti gli aeromobili e materiali di volo di cui la forza armata è in possesso o intende acquisire. Dal 1º marzo 1999 è inquadrato nel Centro Sperimentale di Volo di Pratica di Mare in provincia di Roma, ente che costituisce la 1ª Divisione del Comando logistico dell'Aeronautica Militare e raccoglie tutti gli enti dell'Aeronautica Militare che si occupano di sperimentazioni. Il Reparto ha sede sull'aeroporto di Pratica di Mare.
Si occupa inoltre di tutte le presentazioni in volo degli aeromobili dell’Aeronautica Militare negli spettacoli aerei e nei saloni aeronautici internazionali e provvede all’addestramento iniziale dei reparti di volo che ricevono in linea aeromobili di nuova generazione.

## Storia
Il reparto raccoglie l'eredità della Direzione Superiore Studi ed Esperienze della Regia Aeronautica, il centro di sperimentazione aeronautica sorto a partire dal 1935 nei pressi di Roma, a Montecelio. In quella sede si erano concentrate a partire dal primo dopoguerra le attività sperimentali aeronautiche e sorse la città di Guidonia. Il DSSE fu negli anni immediatamente precedenti la seconda guerra mondiale un centro di eccellenza a livello mondiale nella sperimentazione aeronautica.
Nel 1948 venne creato sulle ceneri di quanto sopravvissuto alle distruzioni belliche il Nucleo Sperimentale Volo che il 15 ottobre 1949 venne rinominato Reparto Sperimentale Volo. 
Il 1º luglio 1956 il reparto si strutturò su due articolazioni: il Gruppo Volo che assunse il nome di 311º Gruppo Volo che tuttora mantiene e la Direzione Tecnica, oggi Gruppo Tecnico (GT). L'anno successivo, il 1957, la sede venne trasferita dall'Aeroporto di Guidonia all'attuale presso Pratica di Mare. Il 30 marzo 1961 il reparto scelse il suo attuale simbolo araldico, un Icaro alato su sfondo blu, in seguito diventato nero e il motto, identico a quello presente all'ingresso monumentale della DSSE di Guidonia, "HINC PER AETHRAM ALAM TEMPTAT ICARI PROGENIES".
Nel 1973, la direzione tecnica si espanse e strutturò in modo più completo a seguito della partecipazione dell'Italia al programma Panavia Tornado e nel 1983 si unì al Gruppo Gestione Software (GGS), nato proprio con l'esigenza di gestire il funzionamento degli elaboratori elettronici di quel programma. La struttura si è ulteriormente espansa nel 2002 con la creazione del Servizio Coordinamento Prove che è responsabile dell'armonizzazione dei Gruppi in organigramma. Il 1 luglio 2014 viene fondato il Gruppo Ingegneria per l'Aero-Spazio (GIAS) con l'obiettivo di volano tecnologico per l'espansione della competenza ambientale dal dominio aeronautico a quello aerospaziale (che si estende fino a 100 km di quota).

## Organigramma
Il Reparto Sperimentale di Volo è attualmente strutturato su cinque gruppi:
- 311º Gruppo Volo;
- Gruppo Tecnico (GT);
- Gruppo Gestione Software (GGS);
- Gruppo Ingegneria per l'Aero-Spazio (GIAS);
- Gruppo Armamento e Contromisure (GAC).

## Il personale
Fanno parte dell'organico piloti, navigatori, ingegneri, meccanici e tecnici collaudatori sperimentatori, formati e abilitati nelle "test pilot school" di Stati Uniti, Regno Unito e Francia. Gli astronauti italiani Maurizio Cheli, Luca Parmitano e Roberto Vittori, prima di essere selezionati dall'Agenzia Spaziale Europea sono diventati piloti collaudatori sperimentatori e hanno prestato servizio presso il Reparto Sperimentale di Volo, così come i primi due piloti italiani addestrati negli USA a volare sugli F35.

## Galleria d'immagini

Panavia Tornado IDS RS-01 MM7081 del Reparto sperimentale di volo nel 1990
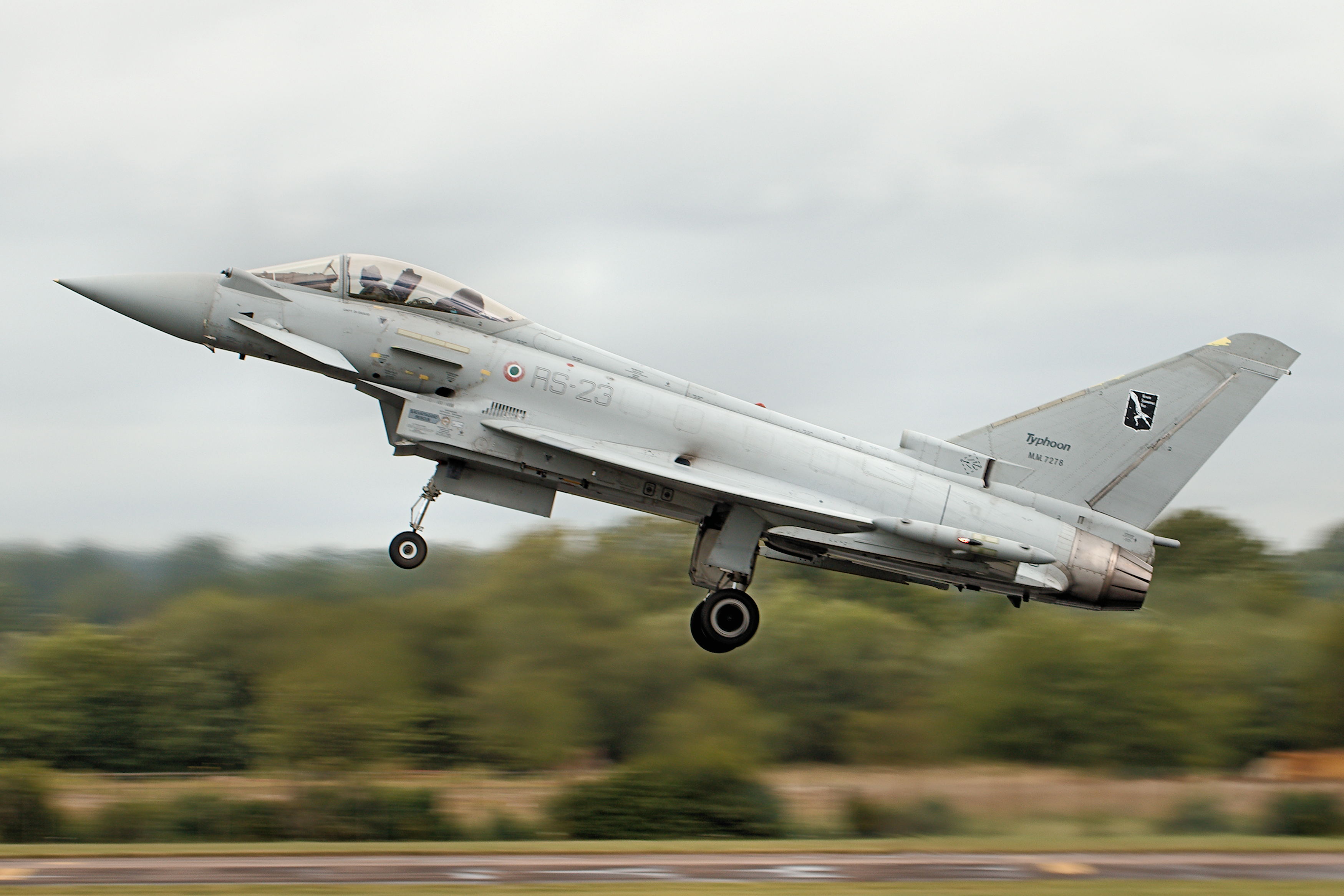
Eurofighter Typhoon EF2000 RS-23 MM7278 del Reparto sperimentale di volo al RIAT 2016
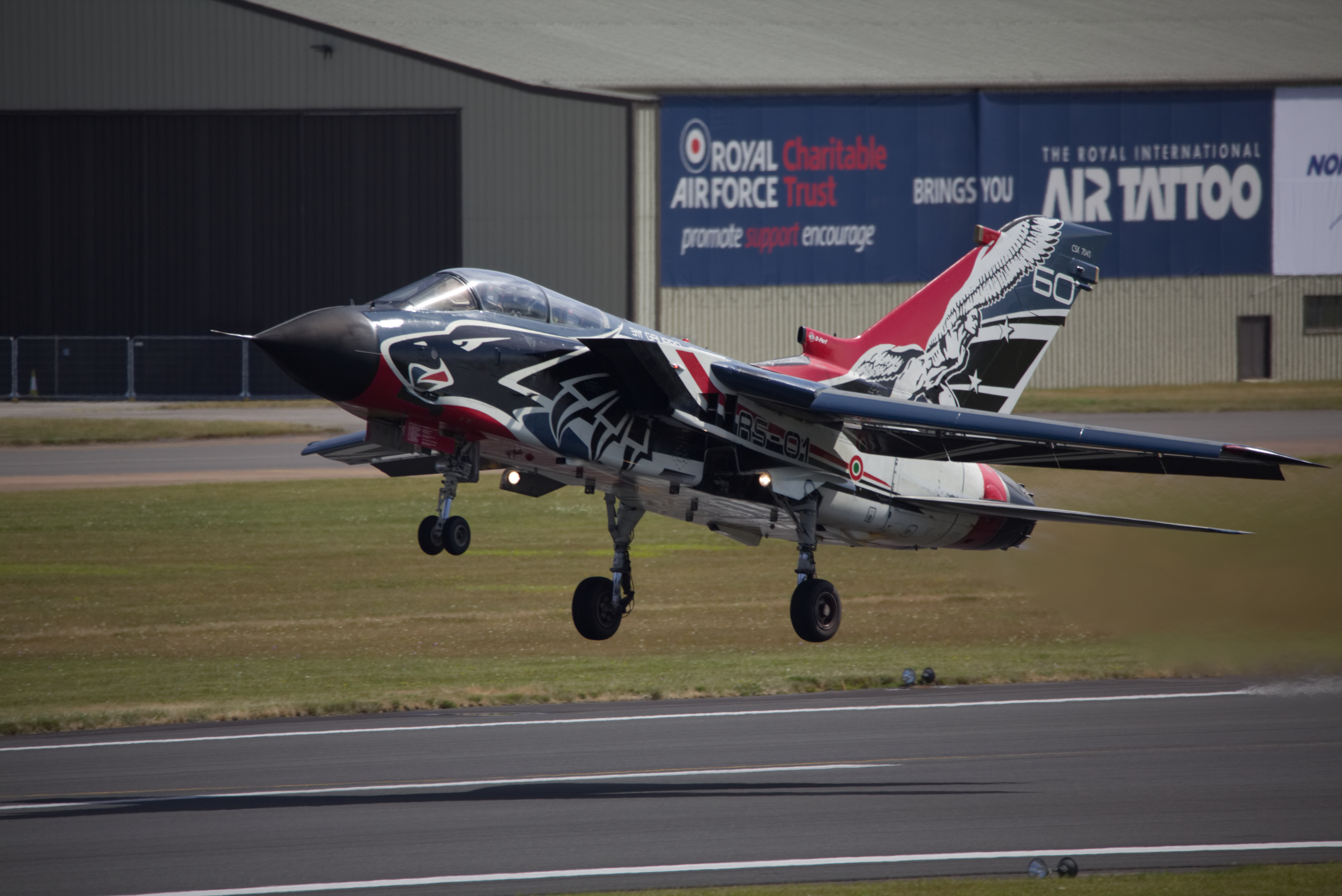
Panavia Tornado IDS RS-01 MM7081 con livrea speciale per i 60 anni del 311º Gruppo premiato come migliore livrea al Royal International Air Tattoo 2017
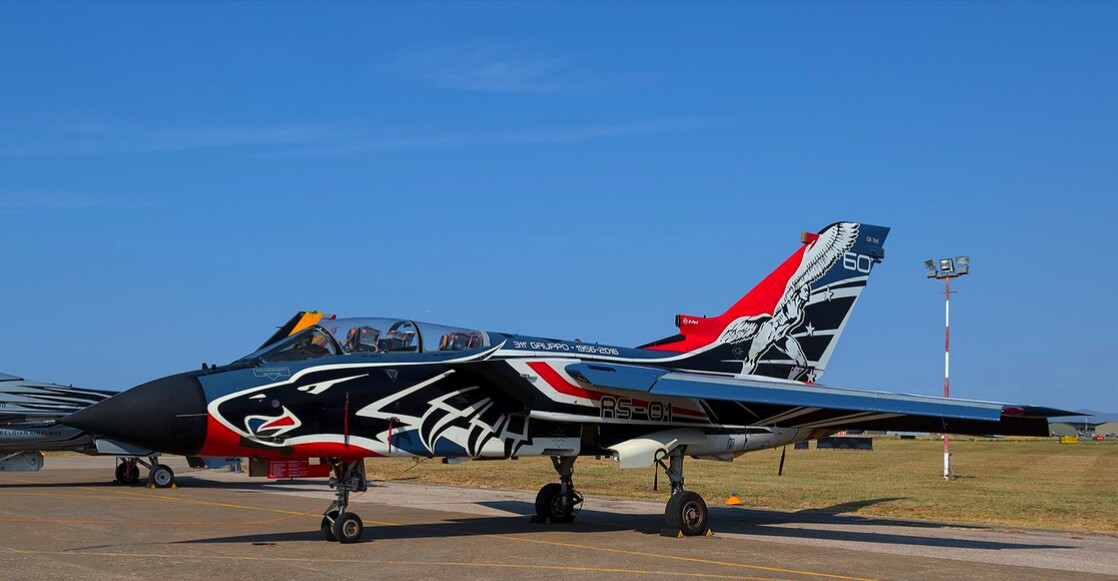
Panavia Tornado RS-01 alla manifestazione dei "100 anni della Caccia aerea" a Grosseto nel 2017